# Dark Souls II
Dark Souls II (ダークソウルII, Dāku Souru Tsu− ?) är ett actionrollspel som utvecklades och gavs ut (i Japan) av From Software och Bandai Namco Games till Playstation 3 och Xbox 360 under mars 2014, medan en PC-version gavs ut den 24 april 2014. Spelet är uppföljaren till spelet Dark Souls från 2011.
Dark Souls II annonserades på Spike Video Game Awards den 7 december 2012. Hidetaka Miyazaki, som jobbade som spelregissör för Demon's Souls och Dark Souls, var handledaren för utvecklingen av spelet, medan det regisserades av Tomohiro Shibuya och Yui Tanimura. Miyazaki konstaterade att berättelsen mellan Dark Souls och Dark Souls II inte har någon koppling till varandra, trots att dessa utspelar sig i samma värld. Spelet använder sig av dedikerade multiplayer-servrar.
En uppdaterad version av spelet, under namnet Dark Souls II: Scholar of the First Sin, släpptes i april 2015. Det är en sammanställning av det ursprungliga spelet och dess nedladdningsbara innehåll och patchar, och omfattar även en remasterutgåva av spelet till Playstation 4, Xbox One och PC med uppgraderad grafik, expanderad multiplayerkapacitet och andra mindre ändringar i själva spelet.